# 10 (RIP SLYMEのアルバム)
『10』（テン）は、RIP SLYMEの10枚目のアルバム。2015年9月30日にunBORDE（Warner Music Japan）より発売された。

## 概要
前作「GOLDEN TIME」から2年ぶりのアルバム。2枚のトリプルA面シングルの楽曲が収録されているが、「ナイショデオネガイシマス」のみ収録されていない。初回プレス盤はデジパック仕様で、ライブ映像が視聴できるシリアルナンバーが封入されている。
「10」は10枚目のアルバムという意味だが、「見た感じもかわいいし、シンプルだからジャケットとかでデザインしやすいだろう」と思って決まった。アルバム制作前にはタイアップソングの度に新曲を発表していたため、コンセプトや「次のアルバムはこうしよう」ということを考える余地はなかったという。
RYO-Zは「いつもポップだけど、さらにカラフルなアルバムになった」と話し、PESは「昔とは違う歌い方や書き方をしてるけど、根本は『FIVE』の頃と同じ。RIP SLYMEって、世の中にないものなんだなって、聴いてて思う。いろんな意味でカウンター。今、他のアーティストがこの感じのアルバムを作れるかって言ったら作れないと思う」。
発売に先駆けて9月10日よりレンタルを開始したレンタル限定盤『DIGEST 10』では秘密結社 鷹の爪とコラボした限定オーディオドラマが収録されている。
2018年に活動休止を発表したため、5人で発表した最後のオリジナルアルバムである。

## 収録曲
1. Powers of Ten [2:11]
(作詞：RYO-Z, ILMARI, PES, SU / 作曲：DJ FUMIYA)
  - Charles & Ray Eames夫妻の映像作品「Powers Of Ten」からインスパイアされて制作。DJ FUMIYAは「血管が切れるくらいのテンションの高さでラップをしてくれ、とメンバーに頼んだため録ってて楽しかった」[3]。
2. ピース [3:27]
(作詞：RYO-Z, ILMARI, PES, SU / 作曲：DJ FUMIYA / Horn Arrangement：河野伸)
  - 21stシングル。
3. POPCORN NANCY (Album ver.) [4:59]
(作詞：RYO-Z, ILMARI, PES, SU / 作曲：DJ FUMIYA, Jazzin' park)
  - 22ndシングル。Jazzin' ParkのオケをDJ FUMIYAが組み直して作ったアウトロが追加されている[3]。
4. KINGDOM [4:48]
(作詞：RYO-Z, ILMARI, PES, SU / 作曲：DJ FUMIYA)
  - 歌詞は「自分たちのスタンス」がテーマで、RYO-Zは「DJ FUMIYAの王国スタジオが俺たちのキングダム。ライブ会場でも僕らの音楽を聴けばそこが王国になるよってことを歌ってる」。DJ FUMIYAは「イメージは新しいフォークソング」と話している[3]。
5. だいたいQuantize [3:55]
(作詞：RYO-Z, ILMARI, PES, SU, デモリッションマンズ / 作曲：DJ FUMIYA)
  - テーマは「対人関係」で、難しく考えなくても意外と合っちゃうよね、ということを歌っている。RYO-Zは「Quantizeは補正という意味だけど、『だいたい』だから補正になってない」と話すも、SUは「音楽だと『だいたい』くらいのほうがグルーヴが出たりする。対人関係もカッチリ合ってるより、だいたいくらいのほうがノリがいいよっていう意味もある」。トラックについてDJ FUMIYAは「イメージはテクノとかエレクトロニカ。単調なリズムで、ラップの中にSEを散りばめたり、ラップの仕方で色を付けようと思った」[3]。
6. いつまでも [3:57]
(作詞：RYO-Z, ILMARI, PES, SU, 宮原永海 / 作曲：DJ FUMIYA)
  - 22ndシングル。ヤクルト「ミルージュ」CMソング。
7. 青空 [5:07]
(作詞：RYO-Z, ILMARI, PES, SU, 宮原永海 / 作曲：DJ FUMIYA)
  - 奈良県観光キャンペーン「R-おとな」テーマソング[5]。SOFFetのYoYoがオルガンとして参加。フックのメロディはアルバム制作前に作っており、YoYoのオルガンをハモンドオルガンの音色に変えたことで、寂しさが出て秋冬っぽくなった、とDJ FUMIYAは話している[3]。
8. 気持ちいい for Men [5:32]
(作詞：RYO-Z, ILMARI, PES, SU / 作曲：PES / 編曲：PES, ヨースケ@HOME)
  - サウンド&ワーズプロデュースをいしわたり淳治が担当。タイトルはいしわたりの発案でくじ引きとなり、ティッシュ箱にいろんな単語を書いた紙を入れ、引くと「気持ちいい」と「for Men」が出てきたため、このタイトルとなった。SUは「いしわたりくんのアイデアで、ラップは韻を踏みつつ全部しりとり。ラップのところは全部やろうっていう追い込みがすごかった」と話し、ILMARIも「こんなに知恵を寄せ合って作った歌詞は今までにない」と話している[3]。
9. TIDE [2:29]
(作曲：DJ FUMIYA)
  - 曲のイメージはチルウェイブで、湘南海岸の波の音を使用している。DJ FUMIYAは「アルバム全体の流れを考えたら、こういうインストも入れておきたかった」[3]。
10. Happy Hour [3:32]
(作詞：RYO-Z, ILMARI, PES, SU, デモリッションマンズ / 作曲：DJ FUMIYA)
  - ガレージロックがヒントとなり、60年代後半から70年代頭のロックを意識している。『Happy Hour』は居酒屋の早割のこと。歌詞についてRYO-Zは「ウキウキした曲調から歌詞は楽しい感じ全開でいこうと」。SUは「俺のところで急にネガティブになるんです。本当に難しかった。けど、そのネガティブな感じが深みを出したとRYO-Zに言われた」[3]。
11. JUMP with chay [4:23]
(作詞：RYO-Z, ILMARI, PES, SU / 作曲：DJ FUMIYA)
  - 22ndシングル。フジテレビ系「ENGEIグランドスラム」オープニングテーマ。
12. Vibeman feat. 在日ファンク [4:06]
(作詞：RYO-Z, ILMARI, PES, SU, 浜野謙太 / 作曲：DJ FUMIYA / Horn Arrangement：後関好宏)
  - 在日ファンクが参加。テーマは「ヒーロー」。古いファンクのレコードからサンプリングしてトラックを作成し、「この音だったらハマケンくんだろう」と思い在日ファンクの参加が決まった。ILMARIは「クラブに行ったらDjが気持ちよくさせてくれる、ライブに行ったら演者が気持ちよくさせてくれる。そういう意味の『気持ちよくさせてくれる』なんだけど、表現がちょっとHになっている」[3]。
13. メトロポリス [5:04]
(作詞：RYO-Z, ILMARI, PES, SU / 作曲：DJ FUMIYA)
  - NHK Eテレ「秘密結社 鷹の爪 DO」エンディングテーマ[6]。歌詞のテーマのヒントとなったのはうしろシティの上京をテーマにしたコント。コントでは勘違いして都会に出て行く人間を茶化しているが、この曲は勘違いしたまんまでやっちゃおうぜ、という風に歌っている。シンセの音色は90年代のR&B風で、メロウで綺麗で切ないというイメージで作ったという[3]。
14. この道を行こう [4:15]
(作詞：RYO-Z, ILMARI, PES, SU / 作曲：DJ FUMIYA)
  - 21stシングル。メルセデス・ベンツ「The New B-Class」CMソング。
15. 時のひとひら [4:47]
(作詞：RYO-Z, PES / 作曲：DJ FUMIYA)
  - イントロのつもりで作った[2]DJ FUMIYAは「最初のイメージはアンビエント・テクノやミニマルテクノ。作っていくうちにだんだんエモい感じになり、締めの曲になった」。作詞を担当したPESは「時計の針音は最初から入っていたから、時間をテーマにした曲を書いてみようと」。RYO-Zは「人生は出会って別れてみたいなことだから、その中の子供が生まれた瞬間だけにフォーカスして書いた」[3]。